# Keetmanshooper Zeitung
Die Keetmanshooper Zeitung war eine deutschsprachige Zeitung, die vom 27. März 1912 bis 31. Dezember 1914 in Keetmanshoop in Deutsch-Südwestafrika, dem heutigen Namibia, erschien. Sie trug den Untertitel bestes Insertionsorgan für den Süden des Schutzgebietes.
Die Keetmanshooper Zeitung ging aus den Keetmanshooper Nachrichten hervor. Herausgeber und Verleger war zunächst R. Ehret, ehe die Swakopmunder Buchhandlung übernahm. Sie erschien als Wochenzeitung.